# Køge Å
Køge Å er en godt 20 km lang å, der har sit udspring ca. 15 km vest for Køge nordvest for Slimminge mellem Bjæverskov og Ringsted og munder ud i Køge Bugt gennem Køge Havn. 
Det øvre og mellemste af åens løb er reguleret, hvorimod åens nedre forløb i højere grad ligger i et naturligt åleje. Åen løber gennem den fredede Regnemark Mose. Omkring Regnemark har der siden 1963 været leveret vand til Københavns Vandforsyning. Leverancerne af grundvand til København fra området nær åen indebærer, at åen i dele af sit løb til tider er tæt på udtørring.  
Der pumpes grundvand i Køge Å ved Skovhus Vænge. 
Åen løber hovedsageligt mod øst parallelt med motorvej E45, forbi Bjæverskov, Lellingegård og Borgring, hvorefter den krydser Sydmotorvejen og fortsætter langs sydsiden af Køge Ås, ind gennem Køge by, hvor den løber ud i havnen.
Der går en 22 km lang natursti langs åen. Køge Å er levested for den truede fiskeart pigsmerling, hvorfor åen har status af EU-habitatområde: Natura 2000-område nr. 148 Køge Å. 